# گستاخ (فیلم)
گستاخ (انگلیسی: Rude) یک فیلم است که در سال ۱۹۹۵ منتشر شد. از بازیگران آن می‌توان به اشلی براون و کلارک جانسون اشاره کرد.